# Martín Aguirre Gomensoro
Martín Aguirre Gomensoro (Montevideo, 17 de diciembre de 1937-7 de septiembre de 2016) fue un periodista uruguayo, director consultor del diario El País de Montevideo.

## Biografía
Estudió en la Escuela y Liceo Elbio Fernández en Montevideo. 
En 1959 se integró al diario El País donde entre otras funciones trabajó como editor de cablegramas, jefe de información y secretario de redacción. Entre 1986 y 2006 fue redactor responsable y en 2006 pasó a integrar la dirección del matutino. Por más de cuatro décadas trabajó en el diario, hasta su retiro debido a una enfermedad, momento en el que pasó a ser director consultivo.
Con el seudónimo de «Juan de la Mondiola» escribió sobre tango en el suplemento semanal Sábado Show de El País. También era conocido como «Torta».
Como miembro del partido Nacional, adhirió al movimiento Por la Patria e integró el directorio del partido, como suplente de Alberto Volonté. Al final de la dictadura cívico-militar (1973-1985) viajó con Wilson Ferreira Aldunate cuando este regresó del exilio en el Vapor de la Carrera desde Buenos Aires.
Colaboró con los semanarios partidarios La Democracia y Opinión Nacionalista entre 1972 y 1978 y con la revista Reporter. Dirigió la editorial Ediciones de La Plaza desde 1984.
Fue fundador en 1976 del diario vespertino Mundocolor, en el que fue secretario de redacción entre 1976 y 1984. En 1984 fundó el matutino El Nuevo Tiempo.
Presidió la Asociación de Amigos de la Biblioteca Nacional en 2000. Recibió en 2001 el premio Legión del Libro de parte de la Cámara Uruguaya del Libro (CUL).
Estaba casado con Lila Regules, con quien tuvo dos hijos: Martín, director de redacción de El País, y Leandro, director de Ediciones de La Plaza.